# Musée d'Oku Palace
Le musée du palais Oku est un musée situé à Bamenda (région du Nord-Ouest) au Cameroun. Né de la transformation des collections du palais d'Oku en un musée ethnographique en 2008, suivant les efforts du roi Sentieh II, le musée du palais Oku met en relief l'histoire et la culture de son peuple.

## Histoire

### Début et projets
Au milieu du XIXè siècle, les Tikar, groupe ethnolinguistique prédominant des hautes terres de Bamenda au Cameroun, se distinguaient par la production d'un art remarquable à caractère religieux. Face aux menaces pesant sur cet héritage, la transformation des collections du Palais d'Oku en musée ethnographique a été entreprise en 2008, sous l'impulsion de l'efbon (roi) Sentieh II, afin de moderniser les pratiques de conservation. Les collections du musée, riches et diversifiées, témoignent du règne de 15 rois entre le XVIIIè et le XXè siècle et se caractérisent par un symbolisme particulier, reflet de l'histoire et de la culture du peuple Oku.

### Missions
Institution culturelle faisant partie du paysage muséal, le musée ethnographique d'Oku assume une triple mission:
Présenter et mettre en valeur le patrimoine culturel matériel et immatériel du royaume en tant que témoignage de l'histoire et de la diversité culturelle ; Valoriser les chefs-d'œuvre en tant que sources de connaissance et de transmission, et enfin, conserver, sauvegarder et exposer les antiquités de l'héritage ancestral à des fins de tourisme, de recherche et de divertissement.

## Administration

### Promoteur, tutelle et direction/gestion du musée
La gestion du musée est rattachée au palais royal d'Oku, le roi est l'administrateur principal.

## Architecture et organisation de l'espace
The Oku Palace museum présente 14 espaces d'exposition. La pièce 1 expose les mythiques costumes avec des représentations  magico-religieuses (15 objets); l'espace 2 s'organise autour de la société Ngele et des descendants des princes royaux; la salle 3 présente une collection de la société Samba, témoignant de la richesse culturelle de la région ; la salle 4 est consacrée de la société Kwifon qui illustre l'importance de la réglementation sociale dans la culture traditionnelle ; la salle 5 abrite une collection royaule kikum qui reflète la puissance et l'autorité des jeunes princes; la salle 6 propose une reconstitution d'une maison d'herbes Oku permettant aux visiteurs de découvrir les pratiques traditionnelles de médecine ; la salle 7 présente une sélection d'instruments musicaux mystiques de la société Kwifon qui évoque la dimension spirituelle de la culture traditionnelle ; la salle 8 est consacrée à la cour royale, avec des représentations de 15 Fons qui ont régné à Oku entourés de leur parapheralia royal; la salle 9 abrite une collection de statues diverses qui témoigne de la créativité et de la spiritualité des artistes traditionnels ; la salle 10 propose une présentation de coiffures, d'objets Mfuh et de tasses traditionnelles qui reflètent la richesse de la culture matérielle ; la salle 11 est consacrée aux tabourets et trônes qui symbolisent la puissance et l'autorité des dirigeants traditionnels ; la salle 12 présente une sélection de conteneurs traditionnels qui témoigne de la créativité et des ressources des artisans traditionnels ; la salle 13 abrite une collection de masques divers qui évoque la dimension spirituelle et rituelle de la culture traditionnelle ; la salle 14 est consacrée à la réserve qui abrite une collection de plus de 800 objets, dont des objets de stockage, des unités de traitement et des unités de documentation.

## Aspects techniques, équipements et services

### Services
Le musée offre des médiations muséale pour comprendre la richesse culturelle du peuple Tikar. Un service de restauration notamment un espace café est offert aux visiteurs.

## Collections
Ces collections ont été confrontés à des défis de conservation pendant des siècles en raison des conditions climatiques rigoureuses, de la haute altitude, de l'humidité relative élevée, au mauvais stockage et de la manipulation non professionnelle. En conséquence, les innombrables chefs-d'œuvre qui ornaient les chambres du palais d'Oku et les loges secrètes vers 1900 ont été réduits à quelques milliers vers 2000. Les techniques traditionnelles de conservation semblaient avoir échoué, laissant les collections vulnérables aux ravageurs, aux rongeurs et aux infestations.
La décision a été prise de combiner les méthodes de conservation traditionnelles et modernes, conduisant à la transformation de certaines en musée en 2008. Cette initiative vise à préserver le patrimoine culturel et à promouvoir la connaissance et la compréhension de la culture Tikar.

### Expositions Permanentes
Le musée d'Oku compte plus de 800 artéfacts dont les supports matériels principaux sont le métal, le bois, les perles, l'argile, le bambou, le cuir, les plumes, le coton, la peau d'animal, la laine, l'ivoire. Les conservateurs de la collection soulignent que les antiquités étaient auparavant conservées dans des chambres de palais, des trésors royaux et des réserves de sociétés secrètes, souvent dans des conditions précaires. D'autres objets étaient confiés à des dignitaires de confiance du palais, des chefs de culte et des sociétés coutumières qui les possédaient et les utilisaient.

## Boutique artisanale
Le musée s'étend à un ensemble d'espaces complémentaires et de sites touristiques associés, qui contribuent à enrichir l'expérience du visiteur. Cet ensemble inclut un espace de dégustation et de vente de produits locaux, proposant du café et du miel d'Oku issus de la forêt de Kilory, ainsi qu'un espace d'exposition et de vente de reproductions d'objets et d'artisanat du musée. Un jardin botanique médicinal complète cet ensemble, présentant des plantes médicinales rares et typiques des maisons de guérison d'Oku, et offrant ainsi aux visiteurs une découverte approfondie des ressources naturelles et des pratiques thérapeutiques traditionnelles de la région,.